# Monica Roșu
Monica Roșu, född den 11 maj 1987 i Bacău, Rumänien, är en rumänsk gymnast.
Hon tog OS-guld i lagmångkampen och OS-guld i hopp i samband med de olympiska gymnastiktävlingarna 2004 i Aten.